# Gut Altenkamp
Gut Altenkamp is een landgoed in Aschendorf, gemeente Papenburg, kreis Emsland in de deelstaat Nedersaksen.
Het landhuis en het bijbehorende park zijn in de 18e eeuw ontworpen door de architect Peter Pictorius, het huis is omringd door een gracht.
Het landgoed met het huis werd in 1981 door de stad Papenburg gekocht.
Het pand wordt momenteel gebruikt voor tentoonstellingen en concerten.

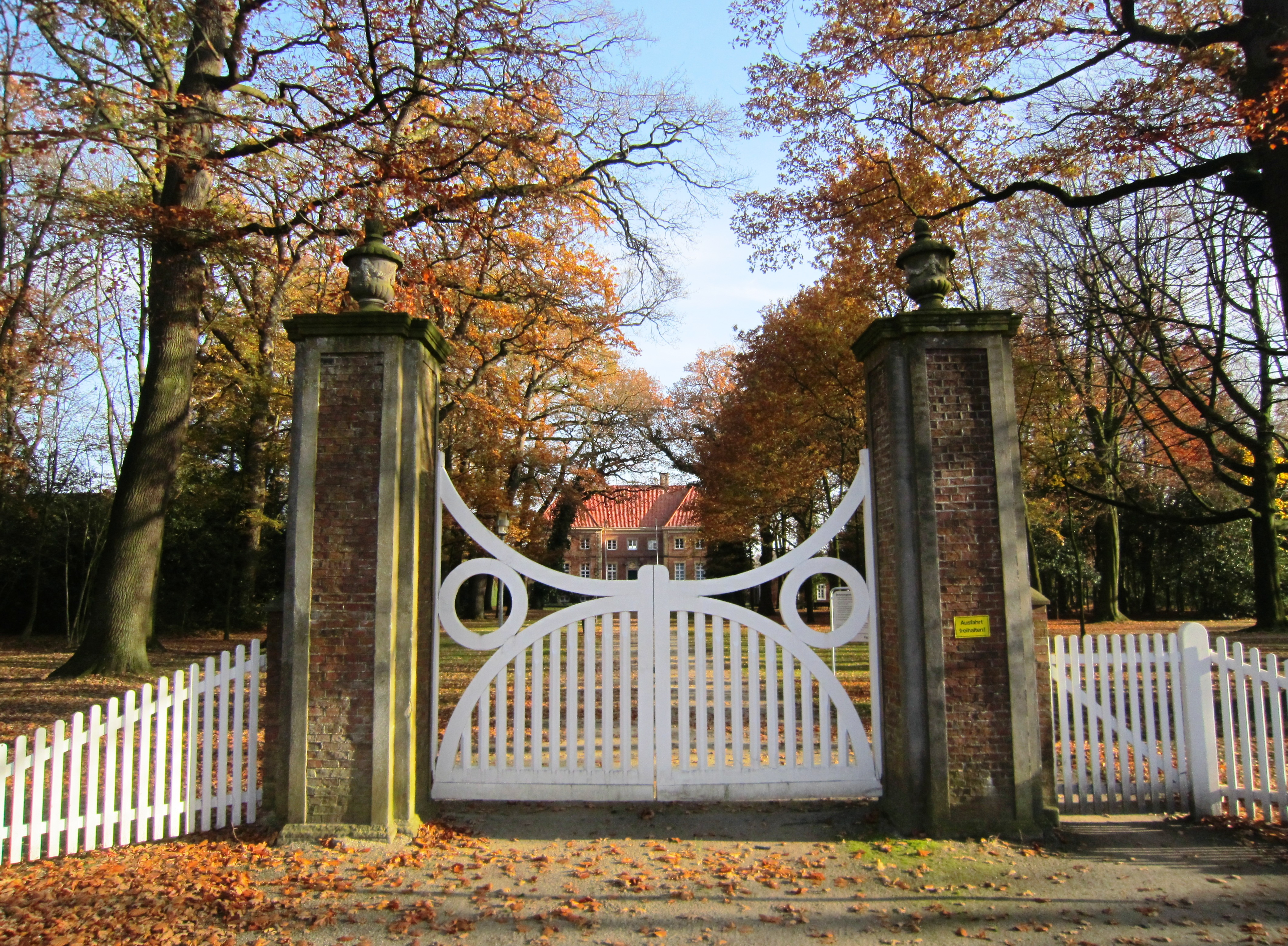
De ingang van het landgoed Gut Altenkamp
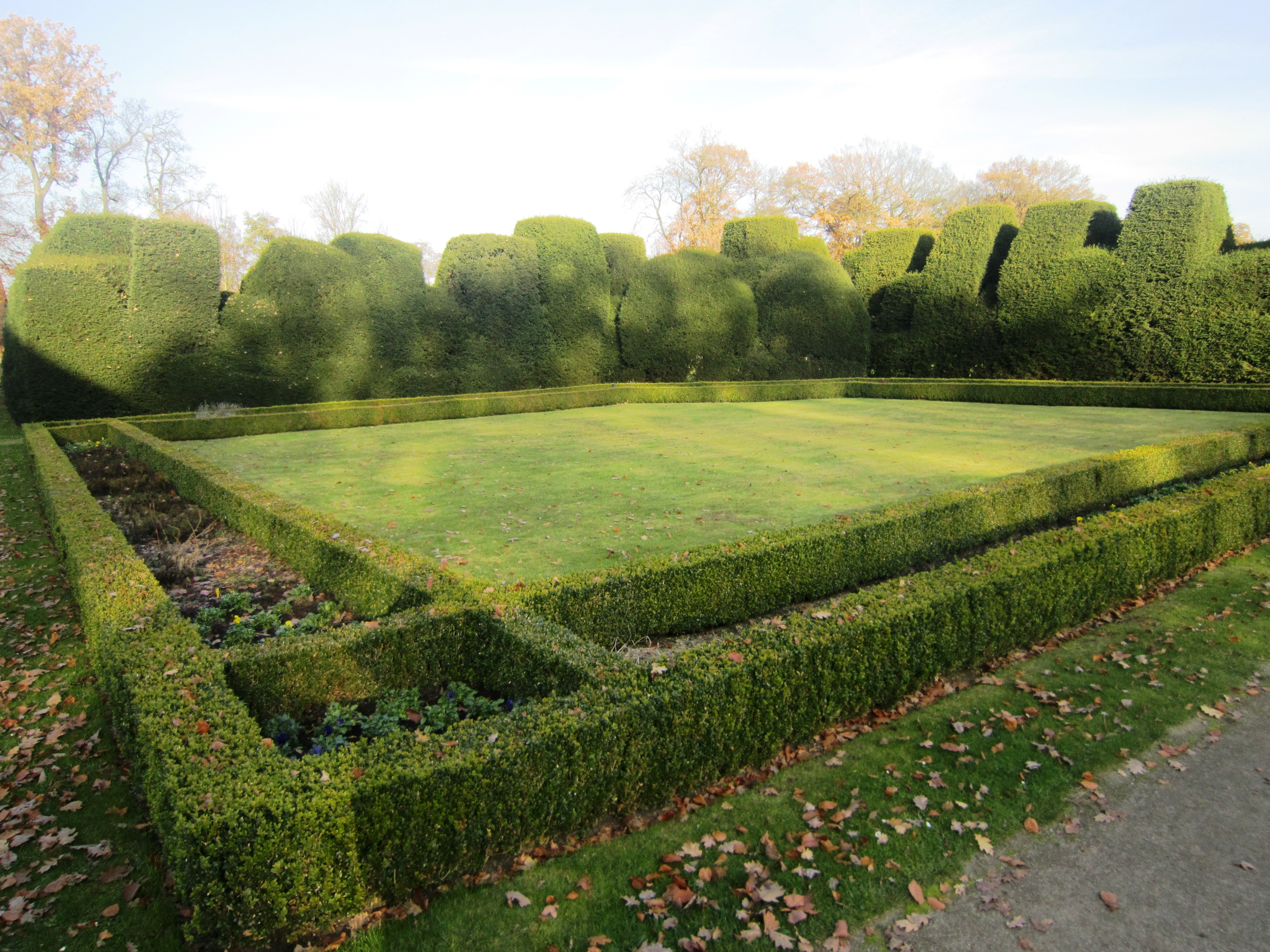
Gedeelte van de tuin van het landgoed
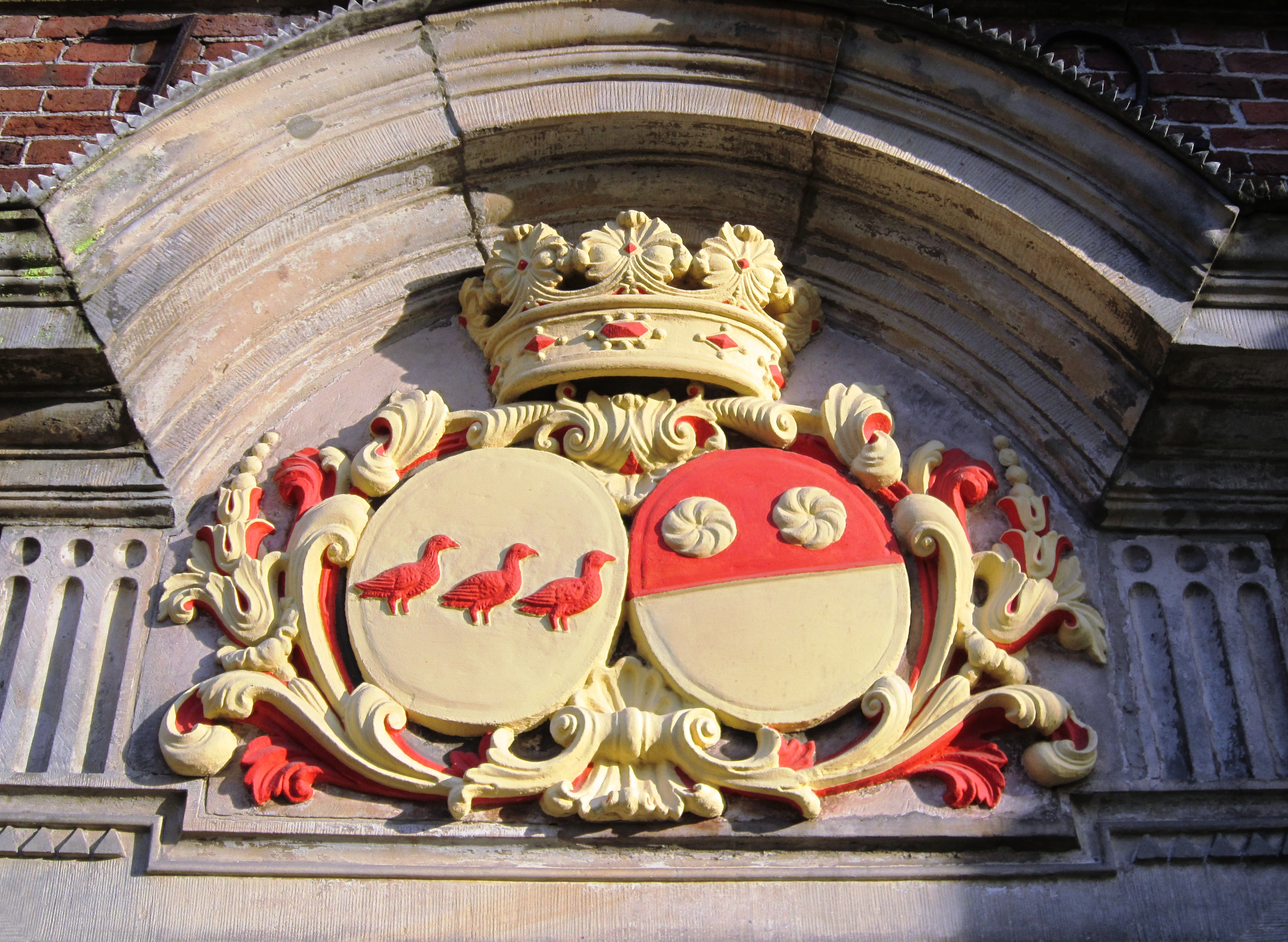
Het wapen boven de toegangsdeur
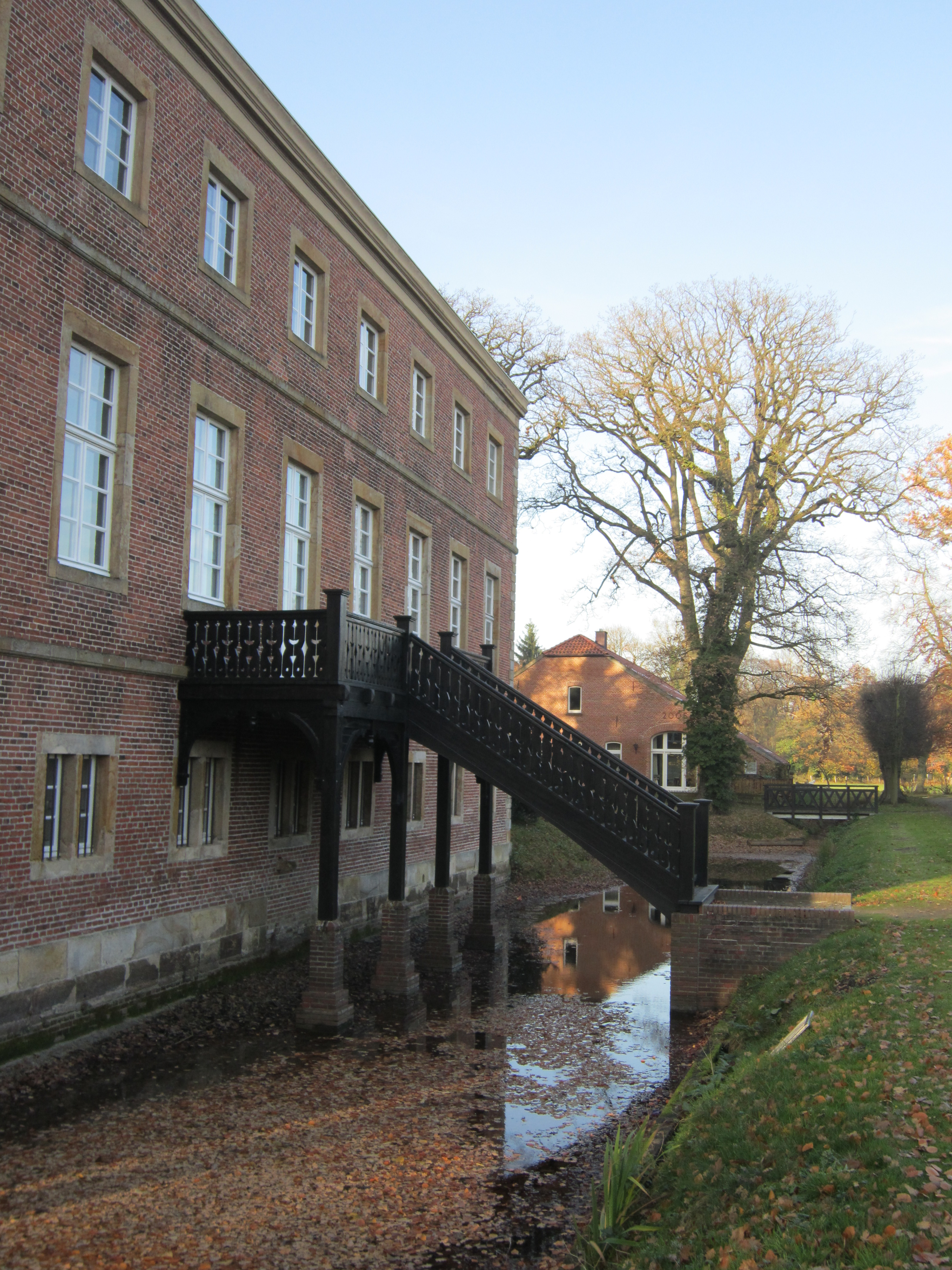
De gracht rond om het huis

## Weblinks
- Gut Altenkamp
- Freundeskreis Gut Altenkamp